# Cody (Wyoming)
Cody es una ciudad ubicada en el condado de Park en el estado estadounidense de Wyoming. Es la sede del condado de Park. En el año 2010 tenía una población de 9.520 habitantes y una densidad poblacional de 385.43 personas por km² . Se encuentra ubicada a la orilla del río Shoshone, afluente del río Bighorn, que a su vez es un afluente del Yellowstone, a su vez afluente del Misuri.

## Geografía

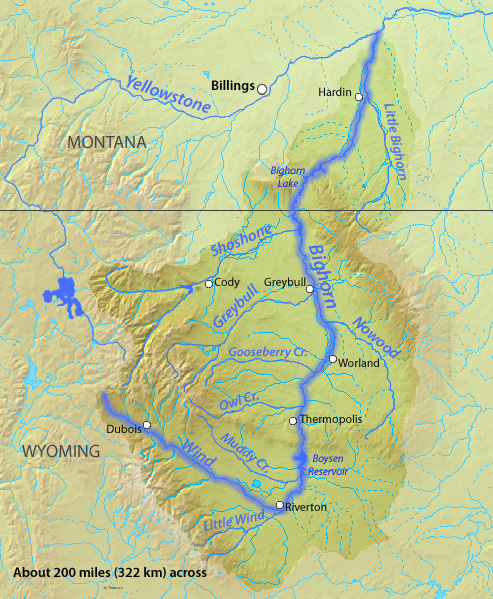
Ubicación de Cody en un mapa de la cuenca del río Bighorn

Cody se encuentra ubicada en las coordenadas 44°31′10.66″N 109°3′18.32″O / 44.5196278, -109.0550889. Según la Oficina del Censo, la localidad tiene un área total de 24,7 km² (9,5 mi²), de la cual 24 km² (9,3 mi²) es tierra y 0,6 km² (0,2 mi²) (2.52%) es agua.

### Localidades adyacentes
El siguiente diagrama muestra a las localidades en un radio de 68 kilómetros (42,3 mi) de Cody.

## Demografía
En el 2000 la renta per cápita promedia del hogar era de $34.450, y el ingreso promedio para una familia era de $40.554. El ingreso per cápita para la localidad era de $17.813. En 2000 los hombres tenían un ingreso per cápita de $31.392 contra $19.947 para las mujeres. Alrededor del 13.90% de la población estaba bajo el umbral de pobreza nacional.
| 1910  | 1920  | 1930  | 1940  | 1950  | 1960  | 1970  | 1980  | 1990  | 2000  | 2010  |
| ----- | ----- | ----- | ----- | ----- | ----- | ----- | ----- | ----- | ----- | ----- |
| 1.132 | 1.242 | 1.800 | 2.536 | 3.872 | 4.838 | 5.161 | 6.599 | 7.897 | 8.835 | 9.520 |

## Personajes célebres
Esta localidad lleva el apellido del famoso aventurero conocido como Buffalo Bill, que fue su fundador en 1895.
Aquí nació el artista Jackson Pollock.